# Astragalus oniciformis
Astragalus oniciformis är en ärtväxtart som beskrevs av Rupert Charles Barneby. Astragalus oniciformis ingår i släktet vedlar, och familjen ärtväxter. Inga underarter finns listade i Catalogue of Life.